# Saint-Sébastien-sur-Loire
Saint-Sébastien-sur-Loire (Bretonă: Sant-Sebastian-an-Enk) este un oraș în Franța, în departamentul Loire-Atlantique din regiunea Pays de la Loire. Face parte din aglomerația orașului Nantes. 
Satul Aigne preia numele patronului parohiei și devine Saint-Sébastien-d'Aigne în secolul al XV-lea. Numele actual datează din 1919. Saint-Sébastien-sur-Loire se întinde pe un platou de mică altitudine care se termină printr-un abrupt côte Saint-Sébastien. Platoul este parcurs de cateva pârâuri: Douet, Ouche Colin, Douettée si Patouillère.

## Edificii
- Castelul La Grande Jaunaie, situat pe strada rue de la Jaunaie, a fost construit în secolul al XVIII-lea, fiind un simbol istoric dintre republicani și vendeeni.A fost ridicat în 1774 de către Charles Monti de la Jaunaie.La intrare, o placă comemorativă ne informează că un tratat de pace a fost semnat în 1795, punând capăt a doi ani de teroare, între generalul Jean Baptiste Camille de Canclaux și François-Athanase de Charette de La Contrie. Astăzi castelul adăpostește o casa de copii.

După secolul al XV-lea, dar mai ales al XVII-lea, clădirile nobile sau burgheze au fost construite în numar mare în Saint-Sébastien (în vechile limite parohiale), unele dintre ele izolate, iar cea mai mare parte în locuri privilegiate. Unele dintre ele au dispărut, dar lăsând totuși unele urme.
- Castelul Baugerie (secolul al XVIII-lea), actualmente este o parte a liceului profesional Baugerie. În acest castel și-a trăit ultima parte a vietii Pierre Cambronne, dupa căsătoria sa din 1820 cu Marie Osburn.

- Conacul La Savanière  (secolul al XVI-lea), reședință privată. Construit în stilul italienesc al lui Clisson în 1830, a fost proprietatea succesiva a familiilor Savary, Boisguéhéneuc, Viau și Louis de Monty în 1774.Anexele conacului sunt mai vechi și datează din secolele XVI-XVII.Capela din secolul al XVIII-lea este clasată Monument Istoric pentru remarcabilul său plafon pictat

- Conacul La Gibraye sau Gibraie (secolul al XVIII-lea), reședință privată. Acest conac a fost construit pentru Jean Baptiste Mérot în secolul al XVIII-lea, consilier în Parlamentul Bretaniei, cu ajutorul arhitectului Ceineray. Domeniul a aparținut lui André de La Tullaye în 1588, apoi lui Jean Imbert în 1688, Hervé de Lyrot în 1774.Capela este construită în stilul neo-clasic.

- Conacul Cour Neuve, resedință privată. Este format dintr-un mic domeniu de vânătoare din secolul al XVII-lea, prelungit cu o clădire cu două turnuri din secolul al XIX-lea.Pe o latură a conacului se gasește o fermă, care în prezent este restaurată și adăpostește camere de oaspeți.

- Conacul La Tullaye (secolul al XVIII-lea), clădire comunală. Personalitatea care a locuit în această casă este Pierre Jacques Etienne Cambronne (1770-1842), general francez al perioadei revoluționare și napoleoniene.

- Conacul Patouillère, proprietate succesivă a familiilor Kermainguy, Jean Imbert, Lyrot du Châtelier.

Alte conace : Civelière, Portechèze, La Malabry, Closille, Grèneraie, Comète, Robertière, Grand Portail, Petit Portail, Le Clopart.